# آپرانیک
آپرانیک زنی سیستانی بود که فرماندهی ارتش یزدگرد سوم را در برابر حمله اعراب در سال ۶۵۱ میلادی بر عهده داشت.

## زندگی‌نامه
آپرانیک دختر سردار پیران از خاندان سورن بود از دوران کودکی آرزو داشت نظامی باشد او دست راست پدرش بود و احساسات ناسیونالیستی شگفت‌انگیزی که در طول سال‌های نوجوانی داشت او را برای تبدیلشدن به یک فرد نظامی آماده کرده بود. او زمانی که همه امیدها را از بین برده بودند ضربه زدنش را شروع کرد و این سرکشی را تا زمان مرگ ادامه داد آپرانیک نماد مقاومت ساسانی شد او فرد شناخته شده‌ای بود هرجا که صحبت از مقاومت بود نام او به میان می‌آمد شعار معروف وی عبارت بود از: نه عقب‌نشینی نه تسلیم آپرانیک جنگ چریکی مداومی را با ارتش اعراب آغاز کرد گفته می‌شود در نهایت وی در یک نبرد کشته شده است.